# تائیس

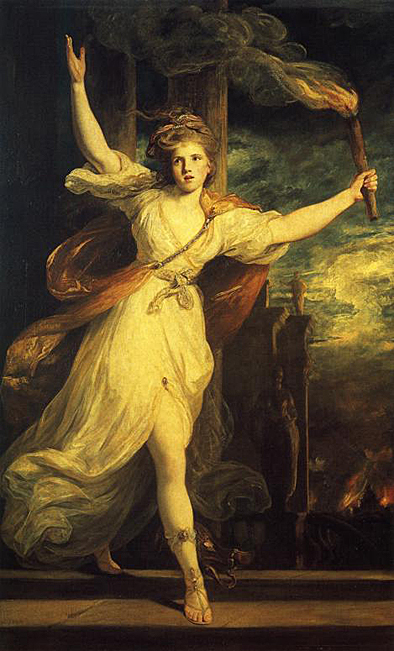
تائيس تحمل شعلة من نارٍ وتحرّض على حرق قصر بيرسبوليس، كما تخيّلها الرسّام جوشوا رينولدز، عام 1781 م.

تائيس، (باللغة الإغريقيّة: Θαΐς)، و(باللغة الإنجليزيّة: Thaïs)، كانت باغيةً ومحظية أثينيّةً شهيرة، عاشت مع الإسكندر الأكبر ورافقته في حملاته العسكرية في الشرق. ويرجع جزء كبير من شهرتها في التأريخ إلى دورها في تحريض الإسكندر على حرق مدينة برسيبوليس عاصمة الأمبراطورية الفارسية، وهي قصّة شكّ في صحّتها البعض، وأحد الذين شكّوا فيها الفيلسوف والمؤرّخ البريطانيّ إدوين بيفان.
وكانت تائيس أيضًا عشيقة بطليموس الأول، أحد قادة الإسكندر الأكبر. وحسب كلام أثينايوس الذي قال فيه إنّ الإسكندر أعجبه أن يُبقي تائيس معه، فإنّه قد يُظَنّ أنّها عشيقته كذلك، ولكن قد يكون مراد كلامه أنّه استمتع بصحبتها فحسب. ويُذكر أنّها كانت تتميّز بظرافتها وفكاهتها وقدرتها على الترفيه. وذكر أثينايوس أيضًا أنه بعد وفاة الإسكندر، تزوّج بطليموس بتائيس، وأنجب منها ثلاثة أطفال: ليونطيسكوس ولاجوس وإيرين.

## حرق برسيبوليس

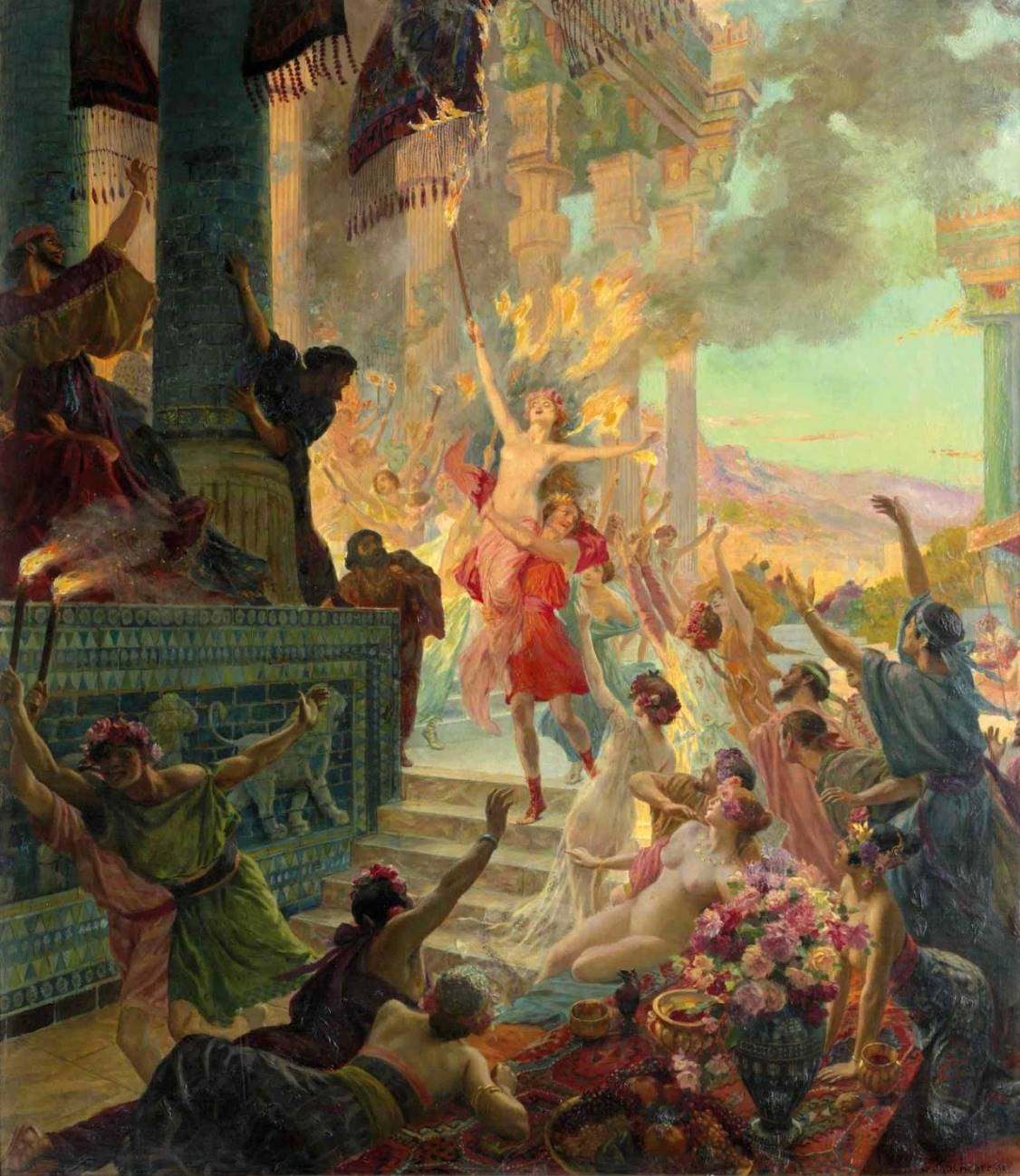
الإسكندر الاكبر، حرق قصر برسيبوليس، للرسّام جورج أنطوان روشيجروس، عام 1890 م.

تبعًا للمعطيات التأريخيّة، فإنّ تائيس كانت من أثينا، وقد رافقت الإسكندر خلال حملاته العسكريّة في آسيا الصغرى. ولم يُذع صيتها إلا عام 330 قبل الميلاد، عندما حرق الإسكندر الأكبر قصر بيرسيبولس بتحريض منها، وهو نفسه القصر الذي اتّخذته الإمبراطورية الأخمينية المهزومة محلّ إقامة. وجدير بالذكر أنّ الحرق حصل بعد إقامة مأدبة بين الأخمينيّين والإسكندر الأكبر، حيث خطبت تائيس خطبة حرّضت فيها وأقنعت الإسكندر بحرق القصر. ادّعى كِليطارخوس أن تدمير وحرق برسيبوليس كان مجرّد هوًى نفسي ليس إلّا. غير أنّ كلًّا من فلوطرخس وديودور الصقلي يؤكّدان على أنّ الأمر كان مخطّطًا له، أخذًا للثأر من خشايارشا الأول بعد أن حرق معبد أثينا القديم المُشيّد على الأكروبوليس، خلال الحروب الفارسية اليونانية التي أخذت مجراها من عام 499 إلى 449 قبل الميلاد. قال ديودور الصقلي:
وَإٍنَّهُ لَأَمْرٌ وَاضِحٌ أَنَّ مَا اقْتَرَفَهُ مَلِكُ فَارِسَ، خَشَايَارْشَا الأَوَّلُ، مِنْ فِعْلٍ غِيْرِ حَكِيمٍ فِي حَقِّ مَعْبَدِ أَثِينَا المُشَيَّدِ عَلَى الأَكْرُوبُولِيسِ، كَانَ قَدْ دُفِعَ ثَمَنُهُ بَعْدَ سِنِينَ عِدَّةٍ، وَبِالطَّرِيقَةِ نَفْسِهَا، عَلَى يَدِ امْرَأَةٍ هِي مَنْ أَهْلِ البِلَادِ الَّتِي ضَاقَتْ مُرَّ فِعْلَتِهِ.

## صور

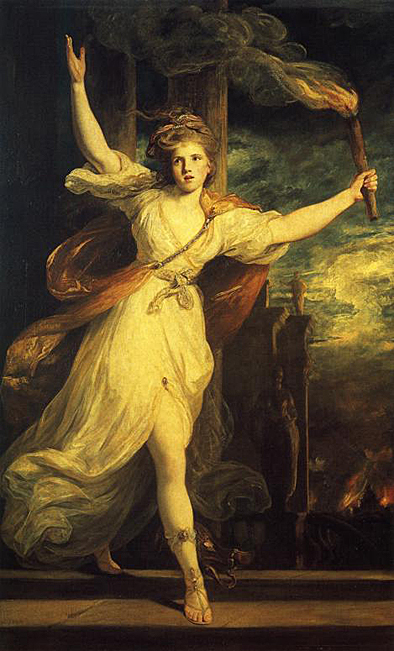
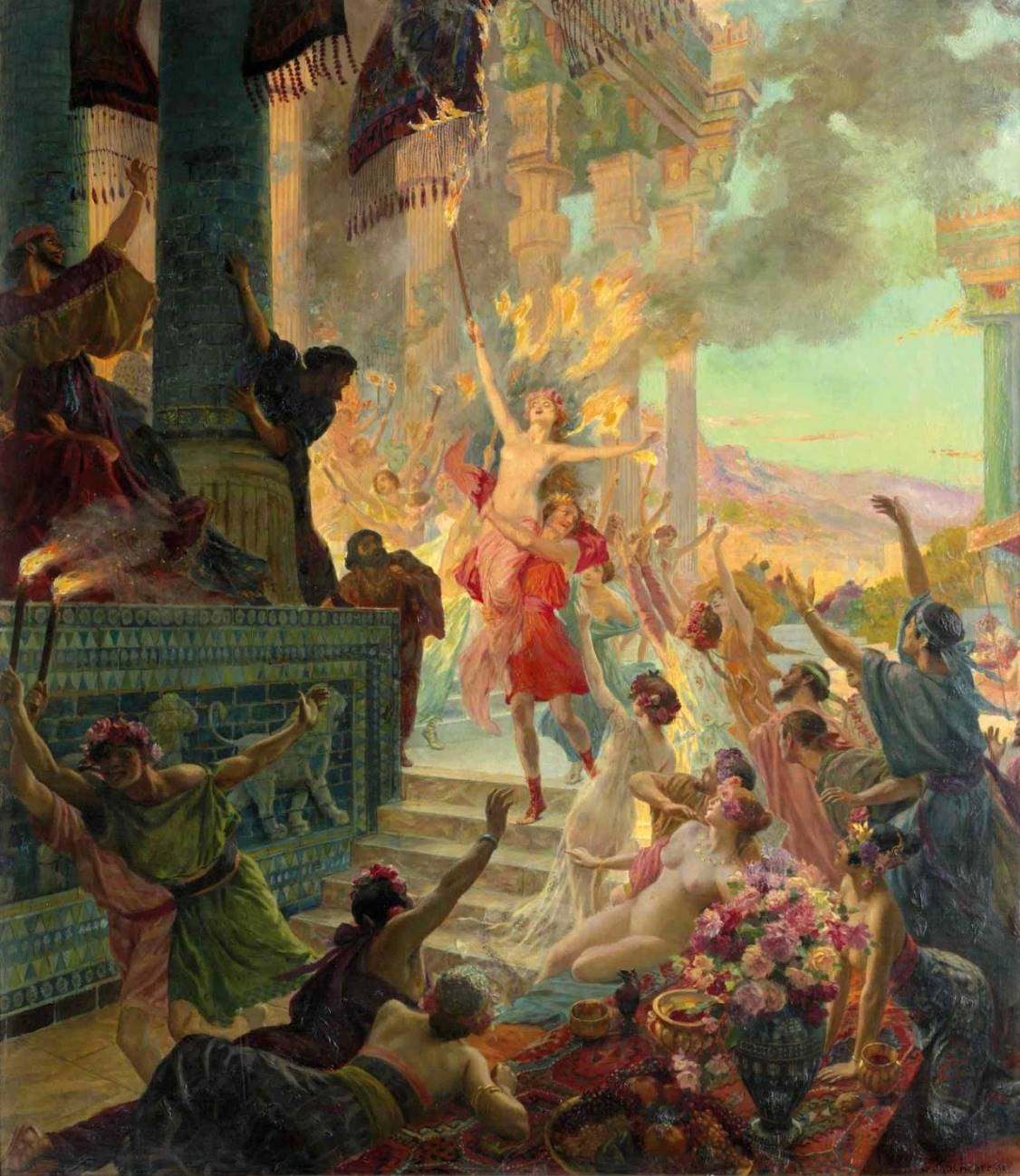
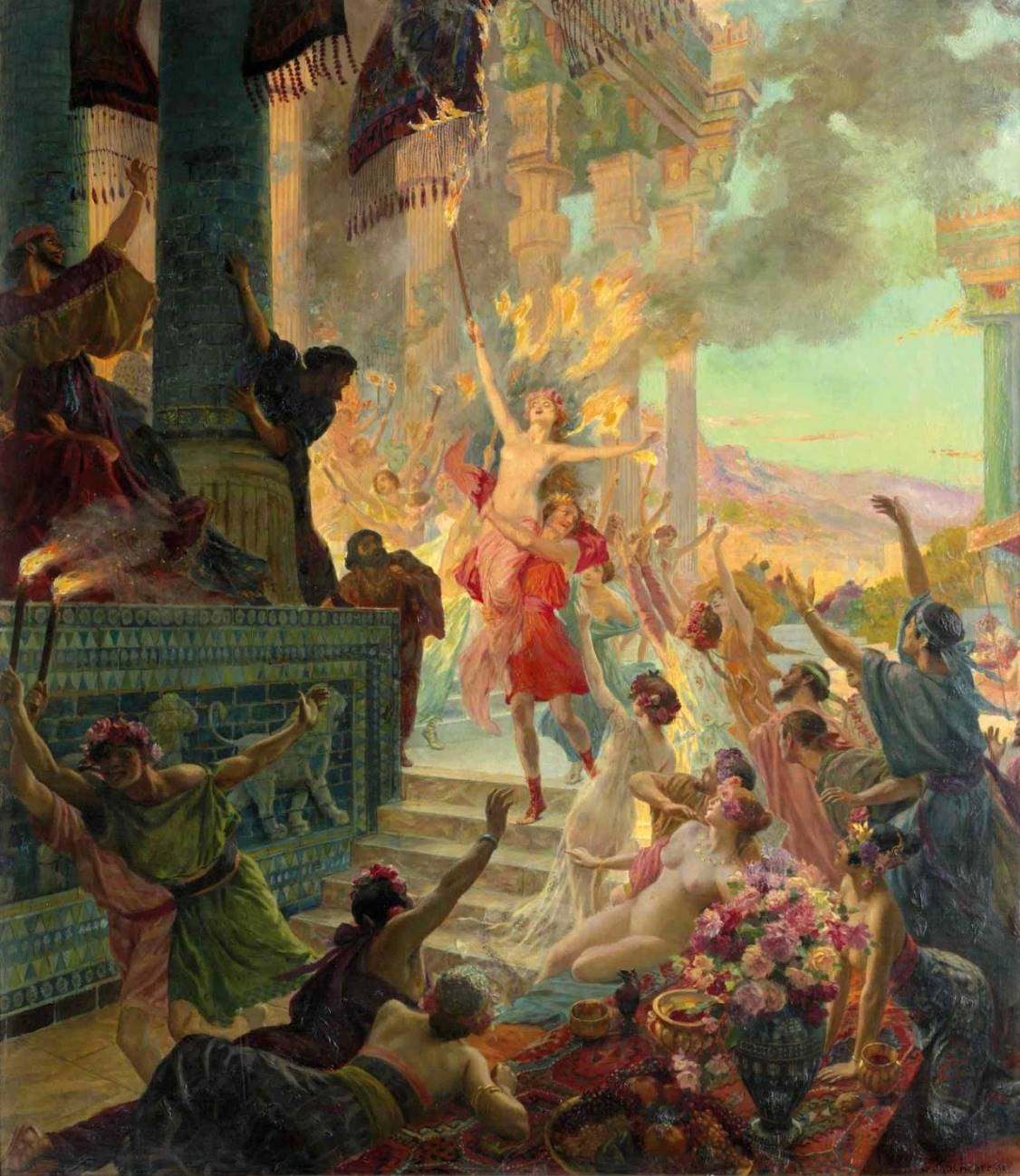
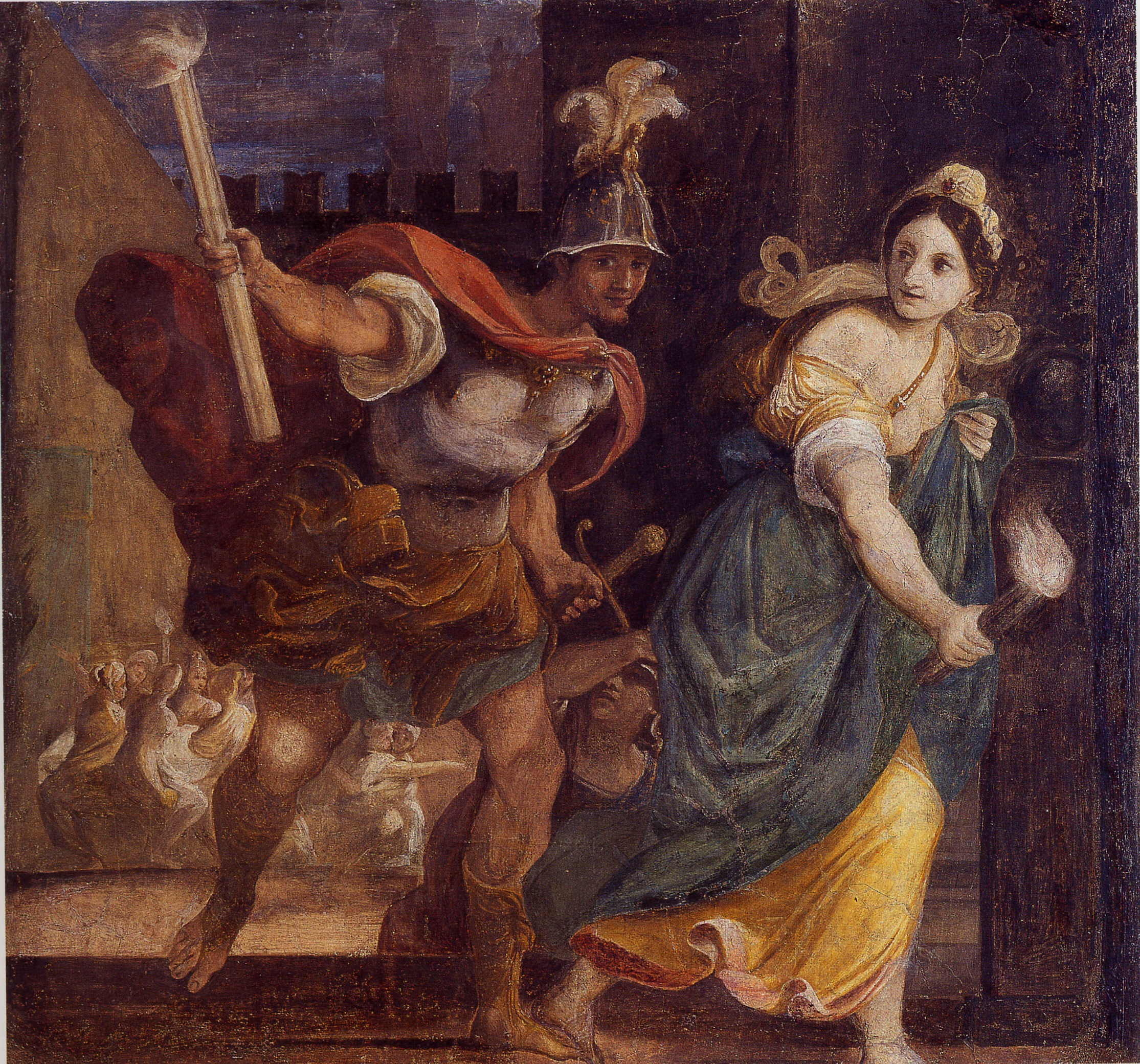
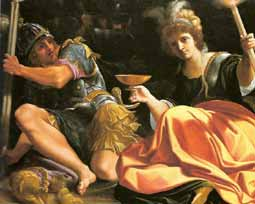
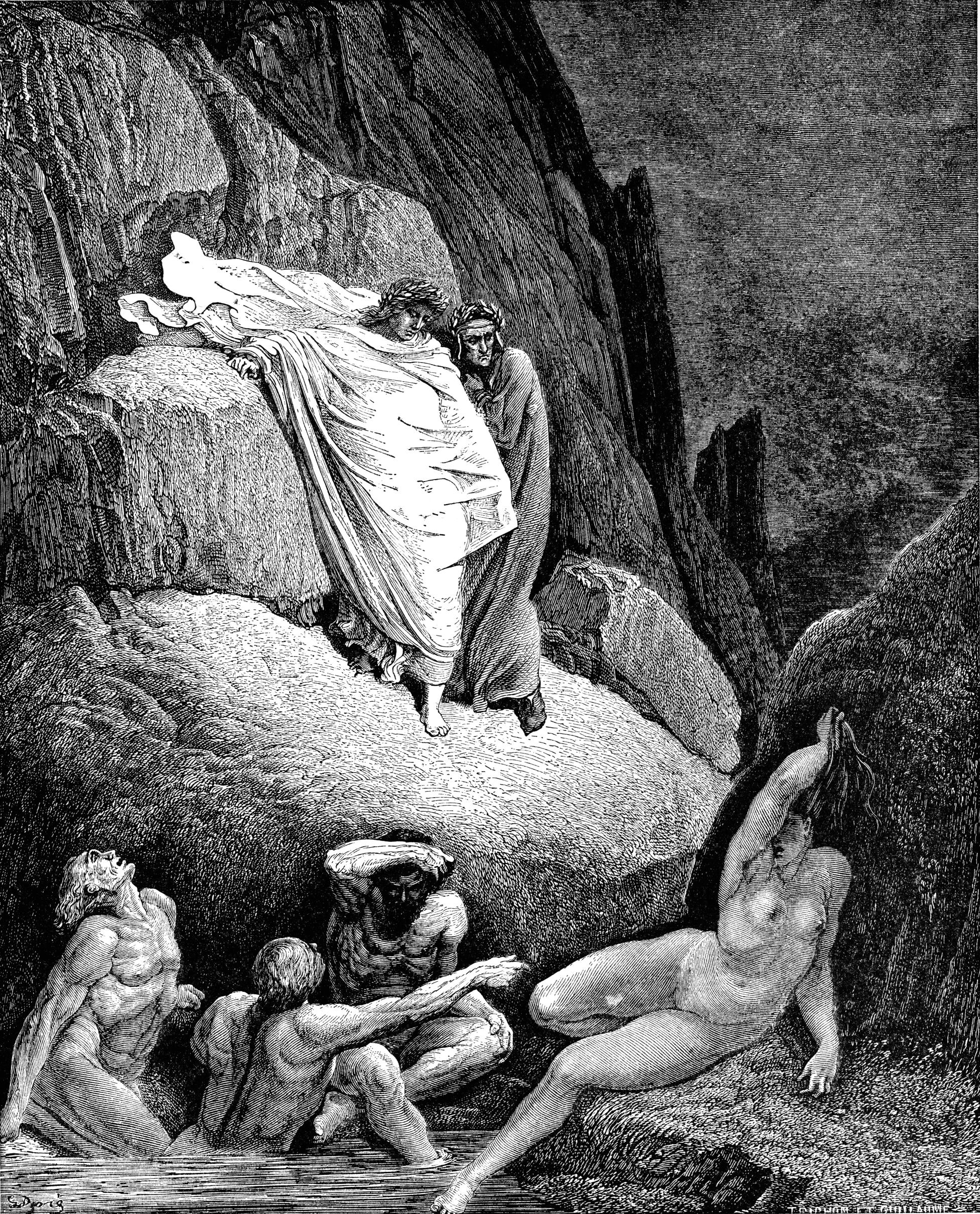
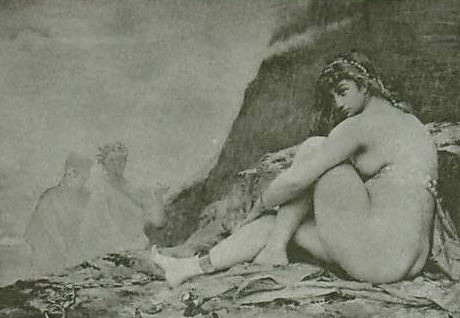